# گمینا میلووکا
گمینا میلووکا (به لهستانی:  Gmina Milówka) یک گمینا در لهستان است که در شهرستان ژویتس واقع شده‌است. گمینا میلووکا ۹۸٫۳۳ کیلومتر مربع مساحت و ۹٬۹۶۵ نفر جمعیت دارد.